# Erysimum wagifii
Erysimum wagifii är en korsblommig växtart som beskrevs av M. Kassumov. Erysimum wagifii ingår i släktet kårlar, och familjen korsblommiga växter. Inga underarter finns listade i Catalogue of Life.